# Heliodoxa aurescens
El brillante pechicastaño (Heliodoxa aurescens), también denominado colibrí de cuello castaño, brillante frentijoya (en Ecuador), brillante de pecho castaño (en Perú), colibrí cuellicastaño (en Venezuela), colibrí pechirrojo (en Colombia) o diamante pechicastaño (en Colombia), es una especie de ave apodiforme de la familia Trochilidae —los colibríes— perteneciente al género Heliodoxa. Es nativo de América del Sur, en el occidente y sur de la cuenca del Amazonas.

## Distribución y hábitat
Se distribuye desde el sureste de Colombia hacia el sur por el este de Ecuador, este de Perú, hasta el norte de Bolivia, hacia el este hasta el este de Venezuela, y centro oriental de la Amazonia brasileña (centro de Pará y norte de Mato Grosso).
Esta especie es considerada rara a poco común en sus hábitats naturales: el sotobosque de selvas húmedas, incluyendo las de suelo arenoso blanco. Parece preferir los pequeños claros, tales como los de árboles caídos o bordes de cursos de agua, dentro del bosque. Ocurre desde tierras bajas hasta los 1000 m de altitud, raramente hasta los 1400 m en Perú.

## Sistemática

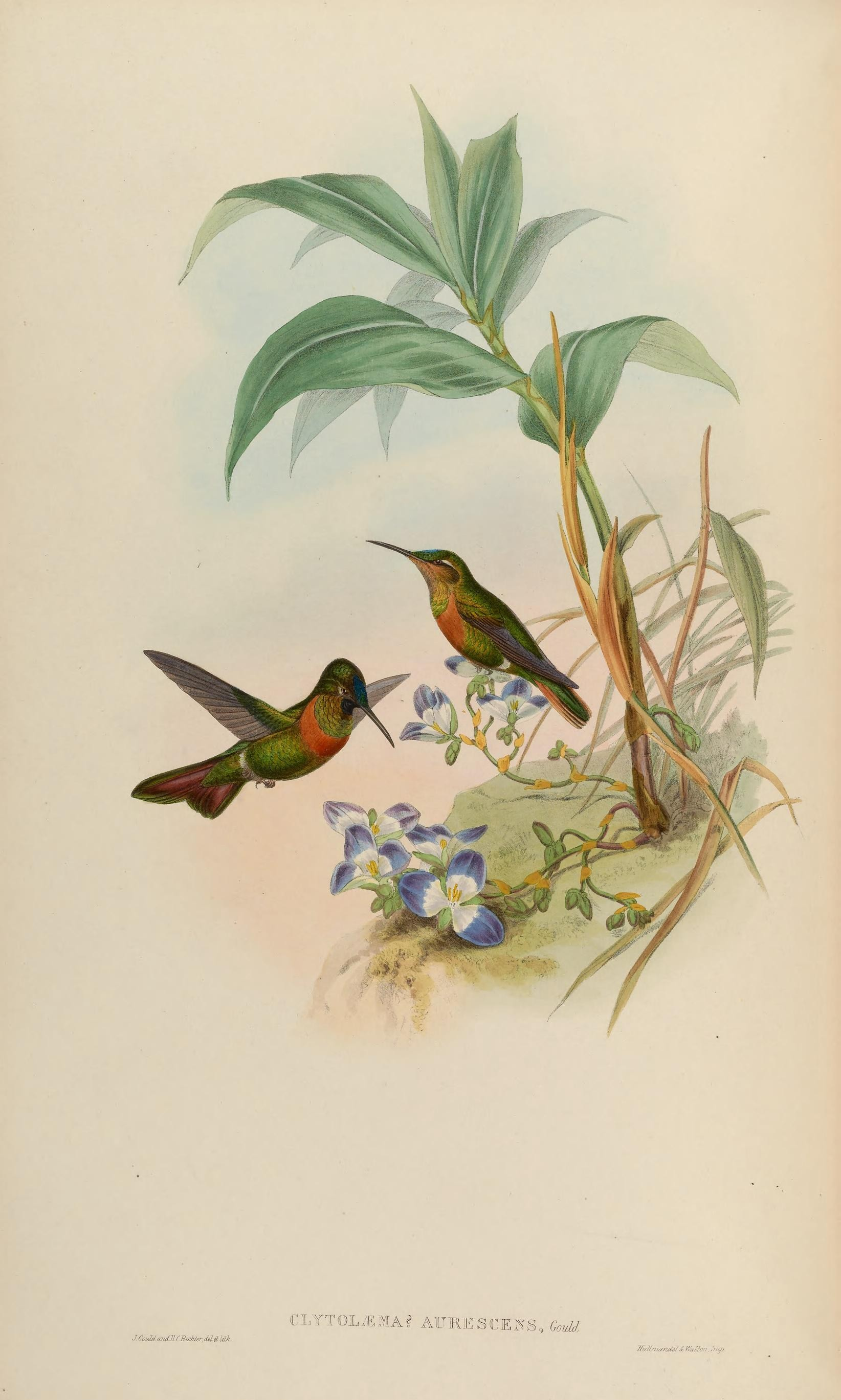
Clytolaema aurescens, sinónimo de Heliodoxa aurescnes, ilustración de Gould y Richter en A monograph of the Trochilidae, or family of humming-birds 4, 1861.

### Descripción original
La especie H. aurescens fue descrita por primera vez por el ornitólogo británico John Gould en 1846 bajo el nombre científico Trochilus (Lampornis) aurescens ; su localidad tipo es: «Río Negro, Brasil», error, corregido posteriormente para «este de Perú».

### Etimología
El nombre genérico femenino «Heliodoxa» se compone de las palabras del griego «hēlios» que significa ‘sol’, y «doxa» que significa ‘gloria’, ‘magnificencia’; y el nombre de la especie «aurescens», en latín significa ‘amarillo dorado’.

### Taxonomía
La presente especie estuvo colocada por muchos años en un género monotípico Polyplancta. Es monotípica.